# Davide di Sassun

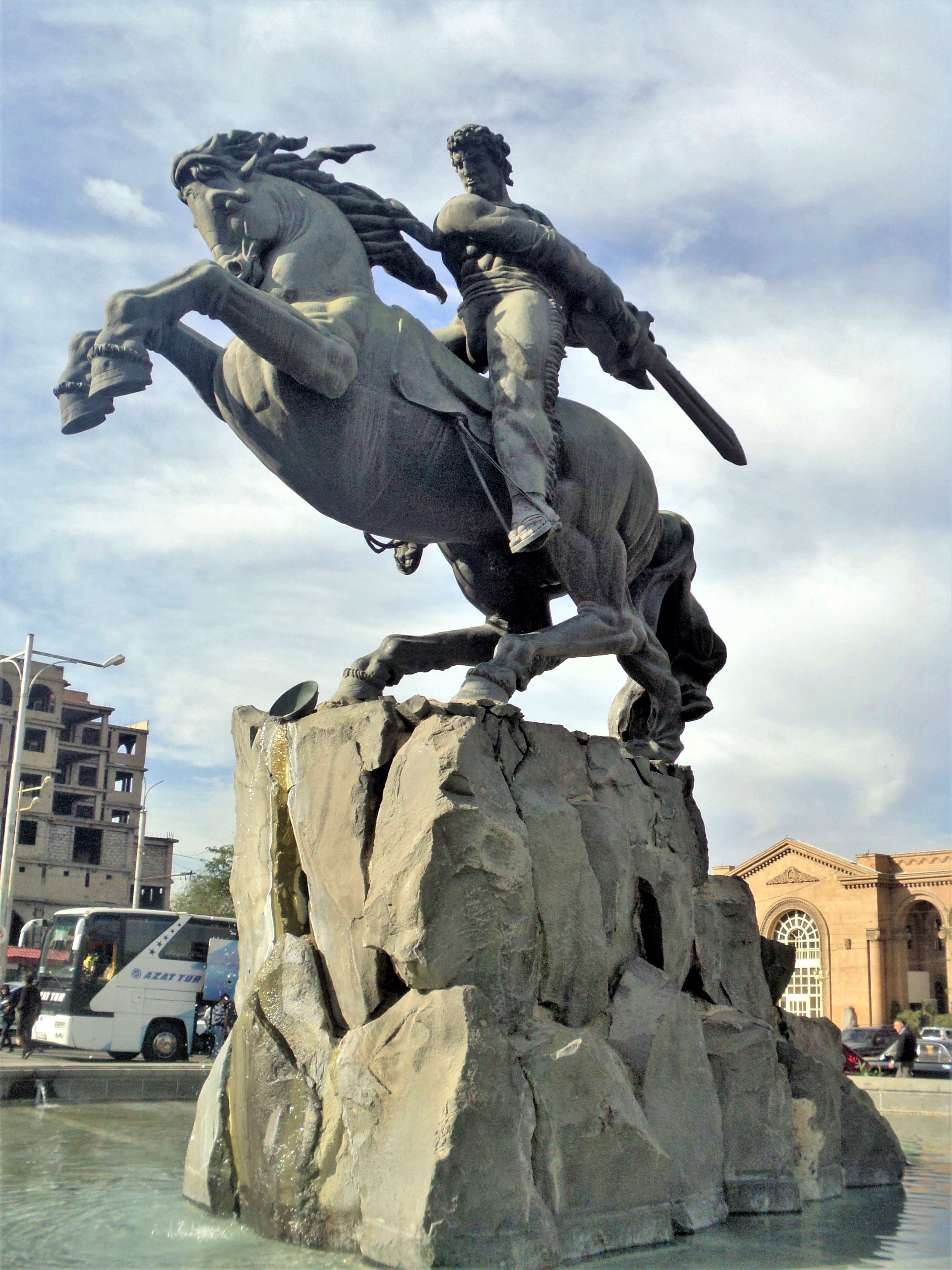
Statua di Davide di Sassun, Ervand Kotchar e Michael Mazmanian, 1959, rame e basalto. Piazza Sasuntsi Davit, ad Erevan.

Davide di Sassun (in armeno Սասունցի Դավիթ?, Sasuntsi Davit') è il mitico protagonista del poema epico: I temerari di Sassun, che guidarono la resistenza armena contro gli invasori arabi.
Il Temerari di Sassun (anche conosciuto come nome di Davide di Sassun) è infatti, il poema epico nazionale che celebra le gesta di Davide. La trama centrale della storia risalirebbe all'ottavo secolo, ma fu messa per iscritto solo nel 1873 da Garegin Srvandzediants.
David di Sassun è il nome di uno solo dei 4 atti dell'opera, ma la popolarità del personaggio costrinse a dare il suo nome all'intera opera epica. Il nome epico completo è Sasna Tsrer.
Lo scrittore armeno Hovhannes Tumanyan più tardi compose un poema avente il medesimo titolo e argomento.
La pittrice Tamára Abakéliâ ha realizzato alcune illustrazioni aventi Davide per oggetto.